# Frank Meschwitz
Frank Meschwitz (* 21. Mai 1952) ist ein ehemaliger deutscher Fußballspieler. In den 1970er Jahren spielte er für die BSG Chemie Leipzig in der DDR-Oberliga, der höchsten Spielklasse im DDR-Fußball.

## Sportliche Laufbahn
Mit 18 Jahren begann Frank Meschwitz’ Karriere in den beiden oberen DDR-Spielklassen. In der Saison 1970/71 gehörte er zum Aufgebot der DDR-Liga-Mannschaft von Chemie Leipzig II. In den 30 ausgetragenen Punktspielen wurde er 20-mal eingesetzt und erzielte ein Tor. Da anschließend die 1. Mannschaft aus der Oberliga abstieg, musste Chemie II 1971/72 in der drittklassigen Bezirksliga antreten. Auch dort gehörte Meschwitz wieder zum Kader. Neben seinen sechs Bezirksligatoren war er auch mit einem Treffer am 2:1-Sieg im Bezirkspokalendspiel über Motor Grimma beteiligt. Zum Wiederaufstieg der 1. Mannschaft in die Oberliga trug Meschwitz nur mit einem 32-minütigen Einsatz als Einwechselspieler bei. Für die Saison 1972/73 wurde er zwar für die Oberligamannschaft von Chemie Leipzig nominiert, kam aber dort nur einmal zum Einsatz, als er am 3. Spieltag in der 75. Minute für Stürmer Fritz Weniger eingewechselt wurde. Im November 1972 trat Meschwitz seinen Wehrdienst in der Nationalen Volksarmee an. Dort konnte er bei der Armeesportgemeinschaft (ASG) Vorwärts Meiningen weiter Fußball spielen und kam in der Saison 1973/74 in der DDR-Liga zu vier Einsätzen. Nach dieser Spielzeit wurde die ASG nach Plauen versetzt, wo Meschwitz zu weiteren acht DDR-Liga-Spielen kam (zwei Tore). In der Saison 1975/76 spielte er wieder für die BSG Chemie Leipzig, die wieder in der Oberliga vertreten war. Die BSG nominierte ihn jedoch für ihre 2. Mannschaft, die weiterhin in der Bezirksliga spielte. In der Oberliga kam Meschwitz wieder nur als Einwechselspieler zu zwei Kurzeinsätzen über 24 bzw. 22 Minuten. Es war seine letzte von sechs Spielzeiten im höherklassigen Fußball. In dieser Zeit kam er zu drei Oberligaspielen (ohne Tor) und 33 DDR-Liga-Einsätzen (drei Tore).